# Brian Torrealba
Brian Nicolás Torrealba Silva (Rancagua, 14 luglio 1997) è un calciatore cileno, Difensore dell O'Higgins.